# 11392 Paulpeeters
11392 Paulpeeters este un asteroid din centura principală de asteroizi.

## Descriere
11392 Paulpeeters este un asteroid din centura principală de asteroizi. A fost descoperit pe 19 noiembrie 1998 la Caussols, în cadrul proiectului ODAS. Asteroidul prezintă o orbită caracterizată de o semiaxă mare de 2,72 ua, o excentricitate de 0,02 și o înclinație de 6,3° în raport cu ecliptica.